# Corregimiento de Pacaca
El Corregimiento de Pacaca fue una unidad administrativa histórica del reino de Guatemala, situada en el actual cantón de Mora, Costa Rica. Fue establecida alrededor de 1583 por la Real Audiencia de Guatemala, y tuvo como cabecera al pueblo de Pacaca, ubicado en el lugar que hoy se denomina Tabarcia y que había sido el asiento principal del antiguo reino indígena huétar de Pacaca. 
En un documento de 1607 se menciona como corregidor a Sebastián González Golfín y como "gobernador" indígena a don Francisco de León, que en 1638 era cacique del pueblo. En 1629 era corregidor Gil de Alvarado y Benavides, en 1637 Juan de Gamboa y en 1651 Diego Ramiro Corajo. 
El corregimiento de Pacaca fue suprimido en 1660 y su territorio fue anexado a la gobernación de Costa Rica.